# Wilhelm Friedemann Bach
Wilhelm Friedemann Bach (Weimar, 22. siječnja 1710. – Berlin, 1. srpnja 1784.), njemački skladatelj.
Najstariji sin Johanna Sebastiana Bacha i njegove prve žene Marije Barbare Bach. Prozvan "Berlinskim Bachom". Otac mu je napisao "Clavier-Büchlein" (Klavirska knjižica). Wilhelm je bio plodan i istaknuti skladatelj u brojnim žanrovima, uključujući simfoniju i koncerte.